# Alberto Zorrilla
Victoriano Alberto Zorilla (Buenos Aires, 6 aprile 1906 – Miami, 23 aprile 1986) è stato un nuotatore argentino, naturalizzato statunitense nel 1954.
Specializzato nello stile libero ha vinto la medaglia d'oro nei 400 m ai Giochi olimpici di Amsterdam 1928.
Nel 1976 è stato inserito tra i membri dell'International Swimming Hall of Fame.

## Palmarès
- Olimpiadi
  - Amsterdam 1928: oro nei 400 m sl.